# Thomas Young

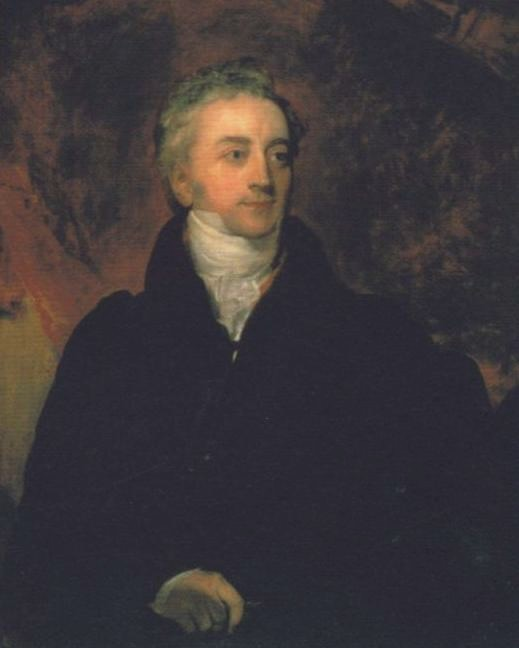
Thomas Young

Thomas Young (n. 13 iunie 1773 - d. 10 mai 1829) a fost un om de știință englez.
A adus contribuții remarcabile în diverse domenii, pentru care a fost admirat de William Herschel și de Einstein.
Astfel,  a reușit, anterior lui Champollion, să descifreze parțial hieroglifele egiptene.
Alte contribuții notabile se înscriu în domeniile: mecanică, fiziologie, muzică.
Young a stabilit printr-un experiment de difracție că lumina se comportă ca o undă, confirmând prin acest experiment teoria ondulatorie a luminii emisă de Christiaan Huygens încă din anul 1678.

## Biografie
Cel mai mare din cei zece copii ai unei familii de quakeri, la 14 ani Young cunoștea numeroase limbi străine: latină, greacă, franceză, italiană, ebraică, germană, arabă, persană, turcă, chaldeeană, samariteană și amharică..